# A magyar labdarúgó-válogatott 2010. szeptember 3-i mérkőzése
Előző mérkőzés - Következő mérkőzés
A magyar labdarúgó-válogatott első 2012-es Európa-bajnoki selejtező mérkőzésére 2010. szeptember 3-án került sor, Svédország ellen, idegenben. A mérkőzés végeredménye 2–0 lett a hazai csapat javára.

## Előzmények
A magyar labdarúgó-válogatott a Svédország elleni mérkőzésig, négy találkozón lépett pályára 2010-ben. Egy döntetlen mellett, háromszor vereséggel fejezték be a mérkőzést. A szeptember 3-i találkozó előtt, utoljára augusztus 11-én szerepelt a magyar csapat, Londonban. Az angolok elleni 2–1-s vereség volt a frissen kinevezett szövetségi kapitány, Egervári Sándor bemutatkozó mérkőzése.

| „                                                            | Nincs félnivalónk! Jó ránézni a játékosaimra, mert elszántak, bizakodóak, és lerí róluk, hogy van hitük. Nem tartanám rossz eredménynek a döntetlent, hiszen a második kalapból kisorsolt ellenfél otthonában kell helytállnunk, ám ismerjük el, furán nézne ki, ha azzal küldeném ki a pályára a srácokat, hogy játszunk ikszre. Úgyhogy inkább győzelemre törekszünk. | ” |
| – Egervári Sándor, a magyar válogatott szövetségi kapitánya. | |   |

A svéd válogatott a magyarok elleni mérkőzésig, összesen hat találkozón szerepelt 2010-ben. Ezek közül ötöt megnyert, és egyet pedig döntetlennel zárt. Ahogy a magyar csapat, úgy ők is augusztus 11-én szerepeltek utoljára az Eb-selejtező előtt. Hazai pályán 3–0-ra győzték le Skóciát.

| „                                                      | Tökéletesen tisztában vagyok vele, hogy győznünk kell, és tudom, melyek a következményei, ha nem nyerünk a magyarok ellen. (...) Egy bokszolóhoz tudom hasonlítani magam, aki a nagy meccsre készül, és így úgy állok az összecsapáshoz, hogy győzni fogunk. | ” |
| – Erik Hamrén, a svéd válogatott szövetségi kapitánya. | |   |

## Keretek
Először a magyar válogatott szövetségi kapitánya, Egervári Sándor hirdetett keretet, augusztus 19-én. A svéd kapitány, Erik Hamrén, augusztus 25-én hirdette ki, a mindössze tizenkilenc főből álló keretét. Szeptember 1-én Egervári két fővel szűkítette keretét. A kimaradt játékosok: Varga József, Szalai Ádám.
| Svédország            | Svédország | Svédország | Svédország       |
| Név                   | Kor        | Vál./Gól   | Klub             |
| --------------------- | ---------- | ---------- | ---------------- |
| Andreas Isaksson      | 28 éves    | 77 / 0     | PSV Eindhoven    |
| Johan Wiland          | 29 éves    | 3 / 0      | København        |
| Andreas Granqvist     | 25 éves    | 6 / 0      | Groningen        |
| Mikael Lustig         | 23 éves    | 8 / 0      | Rosenborg        |
| Daniel Majstorović    | 33 éves    | 35 / 2     | Celtic           |
| Olof Mellberg         | 33 éves    | 102 / 7    | Olimbiakósz      |
| Behrang Safari        | 25 éves    | 1 / 0      | Basel            |
| Oscar Wendt           | 24 éves    | 10 / 0     | København        |
| Emir Bajrami          | 22 éves    | 4 / 1      | Twente           |
| Tobias Hysén          | 28 éves    | 12 / 0     | Göteborg         |
| Kim Källström         | 28 éves    | 74 / 13    | Lyon             |
| Sebastian Larsson     | 25 éves    | 23 / 0     | Birmingham City  |
| Anders Svensson       | 34 éves    | 108 / 17   | Elfsborg         |
| Pontus Wernbloom      | 24 éves    | 8 / 0      | AZ               |
| Christian Wilhelmsson | 30 éves    | 63 / 5     | el-Hilál         |
| Marcus Berg           | 24 éves    | 15 / 3     | PSV Eindhoven    |
| Johan Elmander        | 29 éves    | 48 / 13    | Bolton Wanderers |
| Zlatan Ibrahimović    | 28 éves    | 63 / 23    | AC Milan         |
| Ola Toivonen          | 24 éves    | 8 / 2      | PSV Eindhoven    |

| Magyarország      | Magyarország | Magyarország | Magyarország      |
| Név               | Kor          | Vál./Gól     | Klub              |
| ----------------- | ------------ | ------------ | ----------------- |
| Bogdán Ádám       | 22 éves      | 0 / 0        | Bolton Wanderers  |
| Fülöp Márton      | 27 éves      | 21 / 0       | Ipswich Town      |
| Király Gábor      | 34 éves      | 74 / 0       | 1860 München      |
| Juhász Roland     | 27 éves      | 54 / 5       | RSC Anderlecht    |
| Komlósi Ádám      | 32 éves      | 10 / 0       | Debreceni VSC     |
| Laczkó Zsolt      | 23 éves      | 3 / 0        | Debreceni VSC     |
| Lázár Pál         | 22 éves      | 0 / 0        | Videoton          |
| Lipták Zoltán     | 25 éves      | 1 / 0        | Videoton          |
| Szélesi Zoltán    | 28 éves      | 27 / 0       | Olimbiakósz Vólu  |
| Vanczák Vilmos    | 27 éves      | 48 / 1       | Sion              |
| Vermes Krisztián  | 25 éves      | 2 / 0        | Újpest            |
| Czvitkovics Péter | 27 éves      | 1 / 0        | Debreceni VSC     |
| Dzsudzsák Balázs  | 23 éves      | 27 / 2       | PSV Eindhoven     |
| Elek Ákos         | 22 éves      | 2 / 0        | Videoton          |
| Huszti Szabolcs   | 27 éves      | 50 / 7       | Zenyit            |
| Koman Vladimir    | 21 éves      | 2 / 0        | Sampdoria         |
| Vadócz Krisztián  | 25 éves      | 29 / 2       | CA Osasuna        |
| Gera Zoltán       | 31 éves      | 64 / 18      | Fulham            |
| Hajnal Tamás      | 28 éves      | 35 / 4       | Borussia Dortmund |
| Priskin Tamás     | 23 éves      | 27 / 7       | Ipswich Town      |
| Rudolf Gergely    | 25 éves      | 12 / 1       | Genoa             |

 megjegyzés: Az adatok a mérkőzés előtti állapotnak megfelelőek!

## Az összeállítások
| 2010. szeptember 3. 20:00 (UTC+2) |

| Svédország        | 2 – 0               | Magyarország                                   |
| ----------------- | ------------------- | ---------------------------------------------- |
| Wernbloom 51' 73' | (0 – 0) Jegyzőkönyv | Lipták 66' Király 87' Laczkó 90+1' Lázár 90+3' |

| Råsunda Stadion, Stockholm Nézőszám: 32 300 Játékvezető: Atkinson (angol) |

| Svédország | Magyarország |

| SVÉDORSZÁG:          |    |                              |
|                      |    |                              |
| K                    | 1  | Andreas Isaksson a szünetben |
| JV                   | 2  | Mikael Lustig                |
| V                    | 3  | Olof Mellberg                |
| V                    | 4  | Daniel Majstorović           |
| BV                   | 5  | Behrang Safari               |
| KKP                  | 8  | Anders Svensson 33'          |
| KKP                  | 16 | Pontus Wernbloom 51' 73'     |
| JKP                  | 11 | Johan Elmander 49'           |
| KTK                  | 6  | Ola Toivonen                 |
| BKP                  | 19 | Emir Bajrami                 |
| CS                   | 10 | Zlatan Ibrahimović           |
| Cserék:              |    |                              |
| JKP                  | 7  | Sebastian Larsson 49'        |
| KKP                  | 9  | Kim Källström 33'            |
| K                    | 12 | Johan Wiland a szünetben     |
| V                    | 13 | Andreas Granqvist            |
| CS                   | 15 | Marcus Berg                  |
| BV                   | 17 | Oscar Wendt                  |
| JKP                  | 21 | Christian Wilhelmsson        |
| Szövetségi kapitány: |    |                              |
| Erik Hamrén          |    |                              |

| MAGYARORSZÁG:        |    |                              |
|                      |    |                              |
| K                    | 1  | Király Gábor 87'             |
| JV                   | 3  | Lázár Pál 90+3'              |
| V                    | 4  | Juhász Roland                |
| V                    | 2  | Lipták Zoltán 66'            |
| BV                   | 5  | Laczkó Zsolt 90+1'           |
| KKP                  | 6  | Vadócz Krisztián             |
| KKP                  | 11 | Elek Ákos 59'                |
| JKP                  | 9  | Koman Vladimir               |
| KTK                  | 10 | Gera Zoltán                  |
| BKP                  | 7  | Dzsudzsák Balázs a szünetben |
| CS                   | 8  | Rudolf Gergely 82'           |
| Cserék:              |    |                              |
| K                    | 12 | Fülöp Márton                 |
| V                    | 13 | Vermes Krisztián             |
| BKP                  | 14 | Huszti Szabolcs a szünetben  |
| KTK                  | 15 | Hajnal Tamás 82'             |
| JV                   | 16 | Szélesi Zoltán               |
| BV                   | 17 | Vanczák Vilmos               |
| CS                   | 18 | Priskin Tamás 59'            |
| Szövetségi kapitány: |    |                              |
| Egervári Sándor      |    |                              |

## A mérkőzés
A mérkőzés első félidejében a svéd válogatott kezdeményezett többet, de a magyar csapatnak is volt kapura lövése. A félidőben 0–0 volt az állás. A második félidő elején, az 51. percben Pontus Wernbloom egy jobb oldali beadás után, fejjel volt eredményes. A 73. percben megszerezte a második gólját is, egy szöglet utáni kavarodás után volt eredményes. A maradék húsz percben már egyik csapat sem tudott a kapuba találni, így 2–0-s végeredménnyel zárult a mérkőzés.

| „                 | Az első félidőben közelebb álltunk ahhoz, hogy meglepetést okozzunk, és ponttal térjünk haza. El kell ismernünk, hogy a második játékrészben fölénk kerekedtek, és jobban játszottak nálunk a hazaiak. A svédek nagyobb rutinjának volt ugyan jelentősége, de mi is elkövettünk néhány hibát. (...) A vereség nem elfogadható eredmény, ennek ellenére az első félidei teljesítményre lehet építkeznünk. Voltak reményt keltő elemek a játékunkban, kezd alakulni az alapcsapat, amire építkezhetünk a jövőben. | ” |
| – Egervári Sándor | |   |

| „             | Azt elismerem, hogy a második félidőben jobban játszottunk, javarészt azért, mert a korai gól megváltoztatta a meccs képét. Akkor úgy éreztem magam, mint az a sofőr, aki leveszi a lábát a fékről, és a gázpedálra lép. A szünetig méltó ellenfelünk volt a magyar csapat. Bizonyára megzavarta, hogy a térfélcsere után olyan korán gólt kapott – de emiatt hadd ne bánkódjak. Számomra az a fontos, hogy a sérülések miatt korán kihasznált három csere sem okozott zavart a gépezetben, és nagyszerű játékot bemutatva, megérdemelten nyertünk. | ” |
| – Erik Hamrén | |   |

További eredmények
| 2010. szeptember 3. | Moldova    | 2 – 0 | Finnország |
| 2010. szeptember 3. | San Marino | 0 – 5 | Hollandia  |

Tabella a mérkőzés után
| Csapat       | M | Gy | D | V | G+ | G– | Gk | P |
| ------------ | - | -- | - | - | -- | -- | -- | - |
| Hollandia    | 1 | 1  | 0 | 0 | 5  | 0  | +5 | 3 |
| Svédország   | 1 | 1  | 0 | 0 | 2  | 0  | +2 | 3 |
| Moldova      | 1 | 1  | 0 | 0 | 2  | 0  | +2 | 3 |
| Finnország   | 1 | 0  | 0 | 1 | 0  | 2  | –2 | 0 |
| Magyarország | 1 | 0  | 0 | 1 | 0  | 2  | –2 | 0 |
| San Marino   | 1 | 0  | 0 | 1 | 0  | 5  | –5 | 0 |

## Örökmérleg a mérkőzés után
| Magyarország | :         | Svédország |
| ------------ | --------- | ---------- |
| 15           | Győzelem  | 16         |
| 10           | Döntetlen | 10         |
| 77           | Gólok     | 74         |
| 55/123       | Pontok    | 58/123     |
| 45           | %         | 47         |